# DELTA Energie
DELTA Energie, soms ook met kleine letters gespeld als Delta Energie, is een Nederlands energiebedrijf. Sinds 2019 is het een zelfstandig onderdeel van het Zweedse Vattenfall. Het opereert onafhankelijk van Nuon, een andere dochter van Vattenfall dat inmiddels opereert onder de naam van het moederbedrijf.

## Historie
De oorsprong van DELTA Energie ligt bij het moederbedrijf DELTA, dat in 1991 ontstond uit een fusie tussen Watermaatschappij Zuidwest-Nederland (WMZ) en de Provinciale Zeeuwsche Electriciteits-Maatschappij (PZEM).
In 2017 werd DELTA Retail, inclusief de verkoop en levering van energie, verkocht aan investeringsbedrijf EQT Infrastructure. De energiecentrales bleven eigendom van DELTA onder de oorspronkelijke naam 'PZEM'.
Het bedrijf werd per 1 maart 2019 overgenomen door de energiereus Vattenfall.

## Activiteiten
Naast de levering van 'groene elektriciteit' en 'groen gas' aan eindverbruikers, biedt Delta Energie samen met Vattenfall InCharge ook laadpalen voor de zakelijke markt.

## Weblinks
- Eigen website